# Дискографія Alice in Chains
Дискографія американського рок-гурту Alice in Chains налічує 5 студійних альбомів, 3 концертних альбоми, 3 міньйони, 5 збірок, 4 відеоальбоми, 28 синглів і 31 відеокліп.
Гурт Alice in Chains сформували в Сіетлі в 1987 році гітарист Джеррі Кантрелл і ударник Шон Кінні, до яких пізніше приєдналися басист Майк Старр і вокаліст Лейн Стейлі. 1989 року гурт підписав контракт з Columbia Records і випустив свій перший EP, названий We Die Young, в липні 1990 року. Того ж року гурт випустив свій дебютний студійний альбом Facelift. Сингл «Man in the Box», який досяг 18-го місця в чарті Hot Mainstream Rock Tracks, допоміг Facelift стати двічі платиновим. Гурт гастролював на підтримку альбому протягом наступних двох років, після чого Alice in Chains випустив акустичний EP Sap на початку 1992 року. У вересні 1992 року Alice in Chains випустив свій найуспішніший альбом Dirt, який тепло зустріли як шанувальники гурту, так і музичні критики. Dirt дебютував у чарті Billboard 200 з шостої позиції і став платиновим чотири рази. Гурт довгий час не вирушав у тур на підтримку альбому через проблеми з наркотиками в Лейна Стейлі. Під час гастрольного туру Старр покинув гурт через особисті причини і його замінив Майк Інес. 1994 року Alice in Chains випустив другий акустичний EP Jar of Flies. Він дебютував в чартах з першої позиції, тим самим ставши першим релізом Alice in Chains і першим EP в історії гурту, що стартував з вершини чарту. 1995 року гурт випустив однойменний альбом, який дебютував у верхній частині Billboard 200 і, повторивши успіх Facelift, став двічі платиновим, а Jar of Flies того ж року став чотири рази платиновим. Після гастрольного туру на підтримку альбому Dirt Alice in Chains взяв перерву. У період з 1996 по 2002 рік гурт випустив два концертні альбоми, включаючи успішний MTV Unplugged, і три збірки, при цьому мало гастролюючи. 19 квітня 2002 року Лейна Стейлі знайшли мертвим у себе вдома. Причиною смерті стало передозування героїну і кокаїну, внаслідок чого гурт розпався. 2005 року гурт возз'єднався, а новим вокалістом став Вільям Дюваль. 25 квітня 2009 року оголошено, що Alice in Chains підписав контракт з EMI Records, вперше за 20 років змінивши звукозаписну компанію. Black Gives Way to Blue, що вийшов 29 вересня 2009 року, став першим альбомом гурту з новим вокалістом. 2011 року Alice in Chains почав роботу над своїм п'ятим студійним альбомом The Devil Put Dinosaurs Here, який вийшов у травні 2013 року.

## Студійні альбоми
| Назва                                            | Подробиці                                                                           | Найвищі місця в чартах | Найвищі місця в чартах | Найвищі місця в чартах | Найвищі місця в чартах | Найвищі місця в чартах | Найвищі місця в чартах | Найвищі місця в чартах | Найвищі місця в чартах | Найвищі місця в чартах | Найвищі місця в чартах | Сертифікації                                            |
| Назва                                            | Подробиці                                                                           | США                    | AU                     | CA                     | DE                     | FI                     | GB                     | NL                     | NO                     | NZ                     | SE                     | Сертифікації                                            |
| ------------------------------------------------ | ----------------------------------------------------------------------------------- | ---------------------- | ---------------------- | ---------------------- | ---------------------- | ---------------------- | ---------------------- | ---------------------- | ---------------------- | ---------------------- | ---------------------- | ------------------------------------------------------- |
| Facelift                                         | - Вихід: 21 серпня, 1990 - Лейбл: Columbia (#46075) - Формат: CD, CS, LP            | 42                     | 38                     | 53                     | 64                     | —                      | —                      | —                      | —                      | —                      | —                      | - RIAA: 2× платиновий                                   |
| Dirt                                             | - Вихід: 29 вересня, 1992 - Лейбл: Columbia (#52475) - Формат: CD, CS, LP           | 6                      | 13                     | 25                     | 37                     | —                      | 42                     | 17                     | 15                     | 36                     | 11                     | - RIAA: 4× платиновий - BPI: Золотий - CRIA: Платиновий |
| Alice in Chains                                  | - Вихід: 7 листопада, 1995 - Лейбл: Columbia (#47248) - Формат: CD, CS, LP          | 1                      | 5                      | 5                      | 93                     | 13                     | 37                     | 75                     | 11                     | 28                     | 11                     | - RIAA: 2× платиновий - CRIA: Платиновий                |
| Black Gives Way to Blue                          | - Вихід: 29 вересня, 2009 - Лейбл: Virgin/EMI - Формат: CD, LP, Цифрова дистрибуція | 5                      | 12                     | 4                      | 21                     | 11                     | 19                     | 34                     | 9                      | 7                      | 20                     | - RIAA: Золотий - CRIA: Золотий                         |
| The Devil Put Dinosaurs Here                     | - Вихід: 28 травня, 2013 - Лейбл: Capitol - Формат: CD, LP, Цифрова дистрибуція     | 2                      | 10                     | 2                      | 23                     | 6                      | 22                     | 52                     | 6                      | 12                     | 35                     |                                                         |
| Rainier Fog                                      | - Вихід: 24 серпня, 2018 - Лейбл: BMG - Формат: CD, LP, Цифрова дистрибуція         | 12                     | 15                     | 11                     | 8                      | 7                      | 9                      | 30                     | 20                     | 23                     | 19                     |                                                         |
| «—» ставиться, якщо альбом не потрапив до чарту. |                                                                                     |                        |                        |                        |                        |                        |                        |                        |                        |                        |                        |                                                         |

## Концертні альбоми
| Назва                                            | Подробиці                                                                      | Найвищі місця в чартах | Найвищі місця в чартах | Найвищі місця в чартах | Найвищі місця в чартах | Найвищі місця в чартах | Найвищі місця в чартах | Найвищі місця в чартах | Найвищі місця в чартах | Найвищі місця в чартах | Найвищі місця в чартах | Найвищі місця в чартах | Найвищі місця в чартах | Сертифікації                       |
| Назва                                            | Подробиці                                                                      | США                    | AT                     | AU                     | CA                     | CH                     | DE                     | FI                     | GB                     | NL                     | NO                     | NZ                     | SE                     | Сертифікації                       |
| ------------------------------------------------ | ------------------------------------------------------------------------------ | ---------------------- | ---------------------- | ---------------------- | ---------------------- | ---------------------- | ---------------------- | ---------------------- | ---------------------- | ---------------------- | ---------------------- | ---------------------- | ---------------------- | ---------------------------------- |
| MTV Unplugged                                    | - Вихід: 30 липня, 1996 - Лейбл: Columbia (#67703) - Формат: CD, CS, LP        | 3                      | 23                     | 12                     | 11                     | 41                     | 46                     | 13                     | 20                     | 33                     | 9                      | 8                      | 7                      | - RIAA: Платиновий - CRIA: Золотий |
| Live                                             | - Вихід: 5 грудня, 2000 - Лейбл: Columbia (#85274) - Формат: CD                | 142                    | —                      | —                      | —                      | —                      | —                      | —                      | —                      | —                      | —                      | —                      | —                      | - RIAA: Золотий                    |
| Live Facelift                                    | - Вихід: 25 листопада, 2016 - Лейбл: Sony Legacy (88985374931) - Формат: Вініл | —                      | —                      | —                      | —                      | —                      | —                      | —                      | —                      | —                      | —                      | —                      | —                      |                                    |
| «—» ставиться, якщо альбом не потрапив до чарту. |                                                                                |                        |                        |                        |                        |                        |                        |                        |                        |                        |                        |                        |                        |                                    |

## Збірки
| Назва                                      | Подробиці                                                          | Найвищі місця в чартах | Найвищі місця в чартах | Найвищі місця в чартах | Найвищі місця в чартах | Найвищі місця в чартах | Сертифікації       |
| Назва                                      | Подробиці                                                          | США                    | AU                     | CA                     | GB                     | NZ                     | Сертифікації       |
| ------------------------------------------ | ------------------------------------------------------------------ | ---------------------- | ---------------------- | ---------------------- | ---------------------- | ---------------------- | ------------------ |
| Jar of Flies / Sap                         | - Вихід: 1994 - Лейбл: Columbia (#4757132) - Формат: 2×CD          | —                      | 2                      | —                      | 4                      | —                      |                    |
| Nothing Safe: Best of the Box              | - Вихід: 29 червня, 1999 - Лейбл: Columbia (#63649) - Формат: CD   | 20                     | —                      | 37                     | —                      | 41                     | - RIAA: Платиновий |
| Music Bank                                 | - Вихід: 26 жовтня, 1999 - Лейбл: Columbia (#69580) - Формат: 3×CD | 123                    | —                      | —                      | —                      | —                      |                    |
| Greatest Hits                              | - Вихід: 24 липня 2001 - Лейбл: Columbia (#85922) - Формат: CD     | 112                    | —                      | —                      | —                      | —                      | - RIAA: Золотий    |
| The Essential Alice in Chains              | - Вихід: 5 вересня 2006 - Лейбл: Columbia (#92090) - Формат: 2xCD  | 139                    | —                      | —                      | —                      | —                      |                    |
| «—» ставится, если збірка не попал в чарт. |                                                                    |                        |                        |                        |                        |                        |                    |

## Міні-альбоми
| Назва                                            | Подробиці                                                                   | Найвищі місця в чартах | Найвищі місця в чартах | Найвищі місця в чартах | Найвищі місця в чартах | Найвищі місця в чартах | Найвищі місця в чартах | Найвищі місця в чартах | Найвищі місця в чартах | Найвищі місця в чартах | Найвищі місця в чартах | Сертифікації                                               |
| Назва                                            | Подробиці                                                                   | США                    | AU                     | CA                     | CH                     | DE                     | GB                     | NL                     | NO                     | NZ                     | SE                     | Сертифікації                                               |
| ------------------------------------------------ | --------------------------------------------------------------------------- | ---------------------- | ---------------------- | ---------------------- | ---------------------- | ---------------------- | ---------------------- | ---------------------- | ---------------------- | ---------------------- | ---------------------- | ---------------------------------------------------------- |
| We Die Young                                     | - Вихід: Липень 1990 - Лейбл: Columbia - Формат: CS, LP                     | —                      | —                      | —                      | —                      | —                      | —                      | —                      | —                      | —                      | —                      |                                                            |
| Sap                                              | - Вихід: 4 лютого, 1992 - Лейбл: Columbia (#67059) - Формат: CD, CS, LP     | —                      | —                      | —                      | —                      | —                      | —                      | —                      | —                      | —                      | —                      | - США: Золотий                                             |
| Jar of Flies                                     | - Вихід: 25 січня, 1994 - Лейбл: Columbia (#57628) - Формат: CD, касета, LP | 1                      | 22                     | 5                      | 31                     | 25                     | 4                      | 17                     | 7                      | 1                      | 6                      | - RIAA: 3× платиновий - BPI: Срібний - CRIA: 2× платиновий |
| «—» ставиться, якщо альбом не потрапив до чарту. |                                                                             |                        |                        |                        |                        |                        |                        |                        |                        |                        |                        |                                                            |

## Сингли
| Рік | Сингл                   | Найвищі місця в чартах | Найвищі місця в чартах | Найвищі місця в чартах | Найвищі місця в чартах | Найвищі місця в чартах | Найвищі місця в чартах | Найвищі місця в чартах | Найвищі місця в чартах | Найвищі місця в чартах | Найвищі місця в чартах | Альбом                                                  |
| Рік | Сингл                   | США                    | США ALT                | США H.M.               | США Rock               | США R.A.               | AU                     | CA                     | GB                     | IE                     | NL                     | Альбом                                                  |
| --- | ----------------------- | ---------------------- | ---------------------- | ---------------------- | ---------------------- | ---------------------- | ---------------------- | ---------------------- | ---------------------- | ---------------------- | ---------------------- | ------------------------------------------------------- |
| 1990                                                                                                   | «We Die Young»          | —                      | —                      | —                      | ×                      | ×                      | —                      | —                      | —                      | —                      | —                      | We Die Young EP                                         |
| 1991                                                                                                   | «Man in the Box»        | —                      | —                      | 18                     | ×                      | ×                      | —                      | —                      | —                      | —                      | —                      | Facelift                                                |
| 1991                                                                                                   | «Bleed the Freak»       | —                      | —                      | —                      | ×                      | ×                      | —                      | —                      | —                      | —                      | —                      | Facelift                                                |
| 1992                                                                                                   | «Sea of Sorrow»         | —                      | —                      | 27                     | ×                      | ×                      | —                      | —                      | —                      | —                      | —                      | Facelift                                                |
| 1992                                                                                                   | «Would?»                | —                      | —                      | 31                     | ×                      | ×                      | 69                     | —                      | 19                     | —                      | 33                     | Dirt                                                    |
| 1992                                                                                                   | «Them Bones»            | —                      | 30                     | 24                     | ×                      | ×                      | 93                     | —                      | 26                     | 22                     | —                      | Dirt                                                    |
| 1992                                                                                                   | «Angry Chair»           | —                      | 27                     | 34                     | ×                      | ×                      | —                      | —                      | 33                     | 28                     | —                      | Dirt                                                    |
| 1993                                                                                                   | «Rooster»               | —                      | —                      | 7                      | ×                      | ×                      | —                      | —                      | —                      | —                      | —                      | Dirt                                                    |
| 1993                                                                                                   | «Down in a Hole»        | —                      | —                      | 10                     | ×                      | ×                      | —                      | —                      | 36                     | 29                     | —                      | Dirt                                                    |
| 1993                                                                                                   | «What the Hell Have I»  | —                      | —                      | 19                     | ×                      | ×                      | —                      | —                      | —                      | —                      | —                      | Саундтрек до фільму Останній кіногерой                  |
| 1994                                                                                                   | «No Excuses»            | —                      | 3                      | 1                      | ×                      | ×                      | —                      | 17                     | —                      | —                      | —                      | Jar of Flies                                            |
| 1994                                                                                                   | «I Stay Away»           | —                      | —                      | 10                     | ×                      | ×                      | —                      | —                      | —                      | —                      | —                      | Jar of Flies                                            |
| 1994                                                                                                   | «Don't Follow»          | —                      | —                      | 25                     | ×                      | ×                      | —                      | —                      | —                      | —                      | —                      | Jar of Flies                                            |
| 1994                                                                                                   | «Got Me Wrong»          | —                      | 22                     | 7                      | ×                      | ×                      | —                      | —                      | —                      | —                      | —                      | Sap, Саундтрек до фільму Клерки                         |
| 1995                                                                                                   | «Grind»                 | —                      | 18                     | 7                      | ×                      | ×                      | 77                     | 53                     | 23                     | —                      | —                      | Alice in Chains                                         |
| 1996                                                                                                   | «Heaven Beside You»     | —                      | 6                      | 3                      | ×                      | ×                      | 60                     | —                      | 35                     | —                      | —                      | Alice in Chains                                         |
| 1996                                                                                                   | «Over Now»              | —                      | 24                     | 4                      | ×                      | ×                      | —                      | 50                     | —                      | —                      | —                      | Unplugged                                               |
| 1996                                                                                                   | «Again»                 | —                      | 36                     | 8                      | ×                      | ×                      | —                      | —                      | —                      | —                      | —                      | Alice in Chains                                         |
| 1999                                                                                                   | «Get Born Again»        | —                      | 12                     | 4                      | ×                      | ×                      | —                      | —                      | —                      | —                      | —                      | Nothing Safe: Best of the Box                           |
| 1999                                                                                                   | «Fear the Voices»       | —                      | —                      | 11                     | ×                      | ×                      | —                      | —                      | —                      | —                      | —                      | Music Bank                                              |
| 2000                                                                                                   | «Man in the Box» (live) | —                      | —                      | 39                     | ×                      | ×                      | —                      | —                      | —                      | —                      | —                      | Live                                                    |
| 2009                                                                                                   | «A Looking in View»     | —                      | 38                     | 12                     | 27                     | ×                      | —                      | —                      | —                      | —                      | —                      | Black Gives Way to Blue                                 |
| 2009                                                                                                   | «Check My Brain»        | 92                     | 1                      | 1                      | 1                      | ×                      | —                      | 62                     | —                      | —                      | —                      | Black Gives Way to Blue                                 |
| 2009                                                                                                   | «Your Decision»         | —                      | 4                      | 1                      | 1                      | ×                      | —                      | 57                     | —                      | —                      | —                      | Black Gives Way to Blue                                 |
| 2010                                                                                                   | «Lesson Learned»        | —                      | 25                     | 4                      | 10                     | ×                      | —                      | —                      | —                      | —                      | —                      | Black Gives Way to Blue                                 |
| 2012                                                                                                   | «Hollow»                | —                      | 23                     | 1                      | 37                     | 10                     | —                      | —                      | —                      | —                      | —                      | The Devil Put Dinosaurs Here                            |
| 2013                                                                                                   | «Stone»                 | —                      | —                      | 1                      | 37                     | 11                     | —                      | —                      | —                      | —                      | —                      | The Devil Put Dinosaurs Here                            |
| 2013                                                                                                   | «Voices»                | —                      | —                      | 3                      | —                      | 18                     | —                      | —                      | —                      | —                      | —                      | The Devil Put Dinosaurs Here                            |
| 2016                                                                                                   | «Tears»                 | —                      | —                      | —                      | —                      | —                      | —                      | —                      | —                      | —                      | —                      | Присвячений 40-й річниці виходу альбому 2112 гурту Rush |
| «—» ставиться, якщо сингл не потрапив до чарту. «×» ставиться, якщо у вказаний період чарт не існував. |                         |                        |                        |                        |                        |                        |                        |                        |                        |                        |                        |                                                         |

## Відеоальбоми
| 1991                                             | Live Facelift - Вихід: 30 липня 1991 - Лейбл: SMV Enterprises (#14V-49081) - Формат: VHS           | —  | Золотий |
| 1995                                             | The Nona Tapes - Вихід: 12 грудня 1995 - Лейбл: Columbia (#50137) - Формат: VHS                    | 32 |         |
| 1996                                             | MTV Unplugged - Вихід: 8 жовтня 1996 - Лейбл: Columbia Music Video (#19V-50148) - Формат: VHS, DVD | 7  | Золотий |
| 1999                                             | Music Bank: The Videos - Вихід: 26 жовтня 1999 - Лейбл: Columbia (#50208) - Формат: VHS, DVD       | 11 | Золотий |
| «—» ставиться, якщо альбом не потрапив до чарту. | |    |         |

## Саундтреки
| Рік  | Пісня                   | Фільм, серіал, гра                  | Коментарі                           |
| ---- | ----------------------- | ----------------------------------- | ----------------------------------- |
| 1992 | «Would?»                | Фільм «Одинаки»                     | Пізніше вийшла на альбомі Dirt      |
| 1993 | «What the Hell Have I?» | Фільм «Останній кіногерой»          | Пізніше вийшли на збірці Music Bank |
| 1993 | «A Little Bitter»       | Фільм «Останній кіногерой»          | Пізніше вийшли на збірці Music Bank |
| 1994 | «Got Me Wrong»          | Фільм «Клерки»                      | З альбому Sap                       |
| 2004 | «Them Bones»            | Фільм «Верхи на велетнях»           | З альбому Dirt                      |
| 2009 | «Rooster»               | Фільм «Термінатор: Спасіння прийде» | З альбому Dirt                      |